# Jiří Musílek
Jiří Musílek (18. května 1942 Česká Třebová – 19. září 2014 Ústí nad Orlicí) byl český pedagog, ochotnický herec, publicista a bývalý československý politik, po sametové revoluci poslanec Sněmovny lidu Federálního shromáždění za Občanské fórum, později za Občanské hnutí. Od 90. let komunální politik v České Třebové.

## Biografie
Absolvoval Pedagogický institut Pardubice a po 37 let pak učil na Základní škole Habrmanova v České Třebové. Po vojně se rovněž zapojil do činnosti ochotnického Divadelního souboru Hýbl, kde odehrál desítky rolí, zejména komediálního charakteru. Kromě toho vystupoval i jako konferenciér. Od roku 1994 spolupracoval i s lokální televizní stanicí OIKTV, kde uváděl publicistický pořad Třebovské minuty. V 90. letech 20. století také psal fejetony pro Českotřebovské noviny (později vydané souborně pod názvem Post scriptum). Podílel se rovněž na organizování Jabkancových poutí v Č. Třebové.
Profesně je k roku 1990 uváděn jako učitel na základní škole, bytem Česká Třebová.
V lednu 1990 zasedl v rámci procesu kooptací do Federálního shromáždění po sametové revoluci do Sněmovny lidu (volební obvod č. 82 – Česká Třebová, Východočeský kraj) jako bezpartijní poslanec, respektive poslanec za Občanské fórum. Mandát za OF obhájil ve volbách roku 1990. Po rozpadu Občanského fóra přešel do parlamentního klubu Občanského hnutí. Ve Federálním shromáždění setrval do konce funkčního období, tedy do voleb roku 1992. Po letech vzpomínal na svou parlamentní funkci následovně: „Můj nástup do poslanecké lavice vznikl po sametové revoluci jako rána z nebe díky mé spolupráci s místním a okresním Občanským fórem. Myslím, že to byla významná epizoda mého života, která trvala dva a půl roku. Svou práci jsem považoval za službu lidu. Tehdy nebylo ve Federálním shromáždění žádné velké politikaření, bylo více práce a také více skromnosti. Nebyly takové prebendy jako dnes, denně jsme jezdili metrem z ubytovny na Opatově, dnes je to úplně jinak.“
Angažoval se i v místní politice. V komunálních volbách roku 1994 byl zvolen členem zastupitelstva v České Třebové. Mandát obhájil v komunálních volbách roku 1998, komunálních volbách roku 2002, komunálních volbách roku 2006 a komunálních volbách roku 2010 a po několik volebních období byl i členem městské rady. Trvale byl do místní samosprávy volen jako nezávislý. V letech 2009 – 2014 působil také jako městský kronikář.
Zemřel v září 2014.